# تورو مییاموتو
تورو مییاموتو (انگلیسی: Toru Miyamoto؛ زادهٔ ۳ دسامبر ۱۹۸۲) بازیکن فوتبال اهل ژاپن است.
از باشگاه‌هایی که در آن بازی کرده‌است می‌توان به باشگاه فوتبال آویسپا فوکوئوکا و باشگاه ورزشی توچیگی اشاره کرد.